# Profesionalen Futbolen Klub Botev Plovdiv 2014-2015
Questa voce raccoglie le informazioni riguardanti il Profesionalen Futbolen Klub Botev Plovdiv nelle competizioni ufficiali della stagione 2014-2015.

## Stagione
Nella stagione 2014-2015 il Botev Plovdiv ha disputato l'A PFG, massima serie del campionato bulgaro di calcio, terminando la stagione regolare al sesto posto con 36 punti conquistati in 22 giornate, frutto di 11 vittorie, 3 pareggi e 8 sconfitte. Grazie a questo piazzamento è stato ammesso alla seconda fase per il titolo, concludendo al sesto posto con 42 punti conquistati, avendo vinto una partita, pareggiate tre e perse sei nella seconda fase. Nella Kupa na Bălgarija il Botev Plovdiv è sceso in campo dai sedicesimi di finale, raggiungendo gli ottavi di finale dove è stato eliminato dal Lokomotiv Plovdiv. In UEFA Europa League il Botev Plovdiv è sceso in campo dal primo turno preliminare, superando i sammarinesi del Libertas e raggiungendo il secondo turno preliminare, dove è stato eliminato dagli austriaci del Sankt Pölten.

## Rosa
| N. |                                 | Ruolo | Calciatore          |
| -- | ------------------------------- | ----- | ------------------- |
| 1  | Polonia (bandiera)              | P     | Adam Stachowiak     |
| 2  | Bulgaria (bandiera)             | D     | Vladimir Aytov      |
| 3  | Francia (bandiera)              | D     | Romain Inez         |
| 4  | Romania (bandiera)              | D     | Srgian Luchin       |
| 6  | Bulgaria (bandiera)             | D     | Daniel Zlatkov      |
| 7  | Bulgaria (bandiera)             | C     | Marijan Ognjanov    |
| 9  | Tunisia (bandiera)              | A     | Hamza Younés        |
| 9  | Bulgaria (bandiera)             | A     | Aleksandar Kolev    |
| 10 | Brasile (bandiera)              | A     | Vander Vieira       |
| 11 | Bulgaria (bandiera)             | C     | Jordan Hristov      |
| 14 | Bosnia ed Erzegovina (bandiera) | C     | Goran Galešić       |
| 15 | Bulgaria (bandiera)             | C     | Hristiyan Kazakov   |
| 16 | Rep. Ceca (bandiera)            | C     | Tomáš Jirsák        |
| 17 | Bulgaria (bandiera)             | C     | Lăčezar Baltanov    |
| 18 | Bulgaria (bandiera)             | D     | Radoslav Terziev    |
| 19 | Bulgaria (bandiera)             | A     | Ivan Cvetkov (cap.) |

| N. |                     | Ruolo | Calciatore               |
| -- | ------------------- | ----- | ------------------------ |
| 20 | Bulgaria (bandiera) | C     | Serkan Jusein            |
| 22 | Bulgaria (bandiera) | D     | Plamen Venelinov Nikolov |
| 23 | Bulgaria (bandiera) | A     | Tsvetelin Chunchukov     |
| 24 | Bulgaria (bandiera) | D     | Lazar Marin              |
| 25 | Bulgaria (bandiera) | P     | Stamen Boyadzhiev        |
| 26 | Bulgaria (bandiera) | C     | Valentin Tomov           |
| 27 | Bulgaria (bandiera) | C     | Lachezar Angelov         |
| 28 | Bulgaria (bandiera) | D     | Filip Filipov            |
| 30 | Bulgaria (bandiera) | C     | Bozhidar Vasev           |
| 37 | Bulgaria (bandiera) | D     | Rosen Kolev              |
| 38 | Bulgaria (bandiera) | C     | Milen Gamakov            |
| 45 | Bulgaria (bandiera) | A     | Nasko Milev              |
| 48 | Bulgaria (bandiera) | C     | Borimir Karamfilov       |
| 77 | Bulgaria (bandiera) | C     | Momčil Cvetanov          |
| 89 | Bulgaria (bandiera) | P     | Mihail Ivanov            |
| 95 | Bulgaria (bandiera) | C     | Stanislav Dryanov        |

## Risultati

### UEFA Europa League

#### Primo turno preliminare
| Arbitro: | Edin Jakupović |

|                                              |           |  |
| Ognjanov 25’, 51’ Cvetkov 58’ Luís Pedro 72’ | Marcatori |  |

| Arbitro: | Alexandru Tean |

|  |           |                         |
|  | Marcatori | 65’ Cvetkov 88’ Filipov |

#### Secondo turno preliminare
| Arbitro: | Marco Guida |

|                                   |           |             |
| Cvetkov 39’ (rig.) Chunchukov 86’ | Marcatori | 55’ Segovia |

| Arbitro: | Jovan Kaludjerović |

|                 |           |  |
| Segovia 6’, 55’ | Marcatori |  |

## Statistiche

### Statistiche di squadra
| Competizione       | Punti | In casa | In casa | In casa | In casa | In casa | In casa | In trasferta | In trasferta | In trasferta | In trasferta | In trasferta | In trasferta | Totale | Totale | Totale | Totale | Totale | Totale | DR |
| Competizione       | Punti | G       | V       | N       | P       | Gf      | Gs      | G            | V            | N            | P            | Gf           | Gs           | G      | V      | N      | P      | Gf     | Gs     | DR |
| ------------------ | ----- | ------- | ------- | ------- | ------- | ------- | ------- | ------------ | ------------ | ------------ | ------------ | ------------ | ------------ | ------ | ------ | ------ | ------ | ------ | ------ | -- |
| A PFG              | 42    | 16      | 9       | 2       | 5       | 26      | 19      | 16           | 3            | 4            | 9            | 12           | 20           | 32     | 12     | 6      | 14     | 38     | 39     | -1 |
| Kupa na Bălgarija  | -     | 1       | 0       | 0       | 1       | 1       | 2       | 2            | 1            | 1            | 0            | 5            | 1            | 3      | 1      | 1      | 1      | 6      | 3      | +3 |
| UEFA Europa League | -     | 2       | 2       | 0       | 0       | 6       | 1       | 2            | 1            | 0            | 1            | 2            | 2            | 4      | 3      | 0      | 1      | 8      | 3      | +5 |
| Totale             | -     | 19      | 11      | 2       | 6       | 33      | 22      | 20           | 5            | 5            | 10           | 19           | 23           | 39     | 16     | 7      | 16     | 52     | 45     | +7 |